# アメリカ自由主義の伝統
『アメリカ自由主義の伝統』（The Liberal Tradition in America）はルイス・ハーツの著作。1955年出版。ヨーロッパとの比較研究から、アメリカは封建制度の伝統を欠く「生まれながらにして平等（トクヴィル)」な社会であるという認識を基礎に置いて政治史を分析している。

## 概略
封建制度がなかったため、それを打破するための中央集権は不要であり、議会主権に対しても裁判所による制限を加えることとなった。本来、自由にはバークの多様性とペインの平等性が含まれているものであるが、アメリカにおいては真の貴族は存在せず、階級を意識しない中産階級を生み出すこととなった。アメリカにおいては、自由や平等が規範ではなく、単なる事実として認識され、いわばアメリカ的絶対主義が生まれてきた。これをハーツは「非合理的なロック主義」と呼んでいる。
封建的伝統を持たないアメリカにおける政治的対立は、資本家である保守的自由主義者「ホイッグ」と、小農民および労働者を包含する民主的自由主義者「デモクラット」の対立となった。ヨーロッパにおけるホイッグ主義は貴族主義とプロレタリアートという敵を互いに戦い合わせることで漁夫の利を得ることができたが、アメリカのホイッグは、「戦うべき貴族階級」「同盟を結ぶような貴族階級」「非難できるような無法な民衆」を欠き、他の全階級を糾合して巨人化したデモクラットに敗北することとなる。
南北戦争の頃には、南部において封建制社会の原理をもって奴隷制を擁護する「反動的啓蒙」が生じるが、それは生まれながらに自由である南部の歴史に基礎をもっていたものではなかったために無視され、なんら影響を残すことなく消え去ることとなった。
南北戦争後、ホイッグは、丸太小屋的成功物語を描いた「ホレイショ・アルジャー的世界」、すなわち、誰でも平等であるがゆえに、誰にでも成功の機会がある「アメリカニズム」という国民的信念を生み出すことにより勝利を得ることになる。
1930年代の大不況によりホイッグは再び敗北することになるが、ヨーロッパとは異なり、社会主義は挫折し、自由主義的改革でありプラグマティックな実験主義であるニューディールが台頭することとなる。
20世紀になりアメリカは世界政治の中心に位置することとなった。絶対的な国民的道徳は「外国的な」ものから逃避することか、それらを変革することを促す。それは赤狩りのような運動を生じさせもするが、絶対主義化した自由主義からの脱却を促す可能性もある。

## 文献
- 『アメリカ自由主義の伝統』有賀貞・松平光央訳、1963年、有信堂
- 『アメリカ自由主義の伝統――独立革命以来のアメリカ政治思想の一解釈』:有賀貞訳、1994年、講談社［講談社学術文庫］ ISBN 4061591584